# Acroriesis
Acroriesis là một chi bướm đêm thuộc họ Noctuidae.